# 叶加濑太郎
葉加瀨太郎（日语：／ Hakase Tarō，1968年1月23日—）是日本小提琴家。出生於大阪府吹田市。代表作「情熱大陸」。
四歲開始學習小提琴，初二時在西日本比賽中獲得亞軍。畢業於京都市立堀川高中音樂系（現京都市立京都堀川音樂高中），進入東京藝術大學後，他和同學竹下欣伸、齊藤恒芳組成的“ Kryzler & Kompany ”出現在音樂界，因超越了古典和流行等流派的界限而廣受歡迎，但於1996年解散。他憑藉 Arto Lindsay 製作的“watashi”（1997）首次亮相。從1996年開始參加席琳·迪翁的三年世界巡演。1999年與高田万由子結婚，改姓高田。目前是兩個孩子的父親。

## 外部連結
- 葉加瀬太郎オフィシャルサイト （页面存档备份，存于）（日語）